# فرانسواز ديفيد
فرانسواز ديفيد Françoise David حاصلة على وسام كيبيك برتبة فارس (ولدت في 13 كانون الثاني 1948)، ومتحدثة سابقة باسم حزب التضامن في كيبك، وهو حزب سياسي يساري نسوي يدعم استقلال كيبك عن كندا، قائم في كيبك، كندا. انتخبت عضواً في مجلس النواب الوطني في كيبك ممثلة لدائرة غوين الانتخابية في انتخابات كيبك عام 2012، ومجددا في انتخابات كيبك عام 2014. نشأ حزب التضامن في كيبك عن اندماج تنظيم خيار المواطنة واتحاد قوى التقدميين. هي مؤلفة كتاب «بيان البحث عن الصالح العام- خيار المواطنة» (بيعت منه 7000 نسخة في كيبك) الذي حاول جمع مبادئ «الصالح العام» والعدالة الاجتماعية والديمقراطية البيئية والاقتصادية لتكوين عقيدة سياسية متماسكة. أعلنت في 19 كانون الثاني 2017 تقاعدها العاجل من منصبها كمتحدثة باسم الحزب وكعضو في مجلس النواب الوطني في كيبك لأسباب صحية.

## السيرة الذاتية
أصبحت فرانسواز عام 1987 منسقة لتجمع المراكز النسائية في كيبك؛ وبعد سبع سنوات، عُيّنت رئيسة الاتحاد النسائي في كيبك، أكدت في وظيفتها هذه أن قضايا المرأة بما فيها الفقر والعنف ضد النساء بقيت من الأولويات في كندا. هي ابنة طبيب القلب بول ديفيد، وأخت تشارلز فيليب ديفيد أستاذ العلوم السياسية ومدير قسم راؤول-داندوراند.
ولعل أبرز نجاحين عامين لها كانا مظاهرات النساء عام 1995 المناهضة للفقر ومظاهرة النساء العالمية عام 2000 المناهضة للفقر والعنف.
كانت فرانسواز بالإضافة إلى خبرتها عضوا في العديد من المنظمات المجتمعية. وشاركت في كانون الثاني عام 2000 في بعثة المراقبة غير الحكومية إلى العراق، وسافرت عام 2001 إلى مالي مع منظمة الجامعة الكندية للخدمة الخارجية.
وفي عام 1999 منحت وسام كيبك الوطني بدرجة فارس.
خاضت فرانسواز الانتخابات عن دائرة غوين الانتخابية في وسط مونتريال في انتخابات كيبك عام 2007، وانتهت بالترتيب الثاني بعد مرشح الحزب الكيبيكي نيكولاس جيرارد، حيث حازت ديفيد 7913 صوتا، بنسبة 26% من الأصوات في دائرتها الانتخابية، بعد جيرارد الذي نال 11318 صوتا (37%)، ونال حزب التضامن في كيبك نسبة 3.7% من الأصوات على مستوى المقاطعة.
ترشحت أيضا في دائرة غوين مرة ثانية في انتخابات كيبك 2008، وتلقت 7987 صوتا، بنسبة 32% تقريبا من إجمالي الأصوات، لكنها خسرت أمام جيرارد مجددا الذي تلقى 10276 صوتا بنسبة 41% من إجمالي الأصوات. نال حزب التضامن في كيبك 3.8% من الأصوات على مستوى المقاطعة، وربح شريكها القيادي أمير خضير المقعد الأول للحزب في مجلس النواب الوطني في كيبك، وذلك في دائرة ميرسير الانتخابية المجاورة.
انتخبت فرانسواز للمرة الأولى في انتخابات كيبك عام 2012، وأعيد انتخابها في 2014 وربح حزبها أكثر المقاعد في تاريخه.
انتخبت أختها الأصغر هيلين ديفيد كعضو ليبرالي في مجلس النواب الوطني عن الدائرة الانتخابية أوترمونت في انتخابات 2014 في كيبك. تحمل ديفيد شهادة الدكتوراه في علم النفس ومنذ عام 1984 كانت مدرسة ونائبة رئيس الجامعة. ومنذ عام 2008 حتى 2010 كانت وكيلة وزارة مساعدة في التعليم العالي في وزارة التعليم والإبداع والرياضة في كيبك برئاسة رئيس مجلس الوزراء جان تشاريه. وعندما سئلت فيما إذا حاولت أختها فرانسواز إقناعها بالانضمام إلى حزب التضامن الكيبيكي، أجابت هيلين بأنهما الاثنتان «عرف عنا منذ زمن طويل بأننا لسنا بالضرورة من نفس العائلة السياسية». فهي بعكس فرانسوا مؤيدة للفدرالية.
تزوجت فرانسواز من فرانسواز لاروس ورزقت منه بطفل واحد.

## السجل الانتخابي
| الانتخابات العامة في كيبك لعام 2014- دائرة غوين الانتخابية |                                                   |                         |                         |        |        |
| الحزب                                                      | المرشح                                            | الأصوات                 | %                       | ±%     | ±%     |
| حزب التضامن الكيبيكي                                       | فرانسواز ديفيد Françoise David                    | 16,155                  | 50.98                   | +4.95  | +4.95  |
| الحزب الكيبيكي                                             | لويز مايلو Louise Mailloux                        | 6,438                   | 20.31                   | -12.17 | -12.17 |
| الليبرالي                                                  | شيراكوه أوغست كونستانت Cheraquie Auguste-Constant | 5,642                   | 17.80                   | +6.13  | +6.13  |
| التحالف من أجل مستقبل كيبك                                 | بول فرانشي Paul Franche                           | 2,748                   | 8.67                    | +0.60  | +0.60  |
| الخيار الوطني                                              | أوليفر لاسيل Olivier Lacelle                      | 358                     | 1.13                    | -      | -      |
| حزب التصويت الاحتجاجي (الصوت الأبيض)                       | مارك بولانجير Marc Boulanger                      | 351                     | 1.11                    | -      | -      |
| إجمالي الأصوات الصالحة                                     | إجمالي الأصوات الصالحة                            | 31,692                  | 98.80                   | -      | -      |
| إجمالي أوراق الاقتراع المرفوضة                             | إجمالي أوراق الاقتراع المرفوضة                    | 385                     | 1.20                    | -      | -      |
| نسبة المشاركة                                              | نسبة المشاركة                                     | 32,077                  | 73.18                   | -4.73  | -4.73  |
| المقترعون على اللوائح                                      | المقترعون على اللوائح                             | 43,831                  | -                       | -      | -      |
| فوز حزب التضامن الكيبيكي                                   | فوز حزب التضامن الكيبيكي                          | تحليل التأرجح الانتخابي | تحليل التأرجح الانتخابي | +8.56  | +8.56  |
| المصدر [1]                                                 |                                                   |                         |                         |        |        |

| الانتخابات العامة في كيبك لعام 2012- دائرة غوين الانتخابية |                                                  |                         |                         |        |        |
| الحزب                                                      | المرشح                                           | الأصوات                 | %                       | ±%     | ±%     |
| حزب التضامن الكيبيكي                                       | فرانسواز ديفيد Françoise David                   | 15,483                  | 46.03                   | +14.18 | +14.18 |
| الحزب الكيبيكي                                             | نيكولاس جيرارد Nicolas Girard                    | 10,927                  | 32.48                   | -8.70  | -8.70  |
| الليبرالي                                                  | أنسون دوران Anson Duran                          | 3,924                   | 11.67                   | -8.26  | -8.26  |
| التحالف من أجل مستقبل كيبك                                 | برنارد لاباديه Bernard Labadie                   | 2,713                   | 8.07                    | +4.48* | +4.48* |
| الأخضر                                                     | سمير موالدين Sameer Muldeen                      | 448                     | 1.33                    | -1.89  | -1.89  |
| الوحدة الوطنية                                             | جيلي جيوبارد Gilles Guibord                      | 143                     | 0.43                    | -      | -      |
| إجمالي الأصوات الصالحة                                     | إجمالي الأصوات الصالحة                           | 33,638                  | 99.00                   | -      | -      |
| إجمالي أوراق الاقتراع المرفوضة                             | إجمالي أوراق الاقتراع المرفوضة                   | 339                     | 1.00                    | -      | -      |
| نسبة المشاركة                                              | نسبة المشاركة                                    | 33,977                  | 77.91                   | +19.88 | +19.88 |
| المقترعون على اللوائح                                      | المقترعون على اللوائح                            | 43,608                  | -                       | -      | -      |
| حزب التضامن الكيبيكي خطف الفوز من الحزب الكيبيكي           | حزب التضامن الكيبيكي خطف الفوز من الحزب الكيبيكي | تحليل التأرجح الانتخابي | تحليل التأرجح الانتخابي | +11.44 | +11.44 |
| المصدر: النتائج الرسمية، دائرة الانتخابات العامة في كيبيك. |                                                  |                         |                         |        |        |